# Eparchia di Kalač

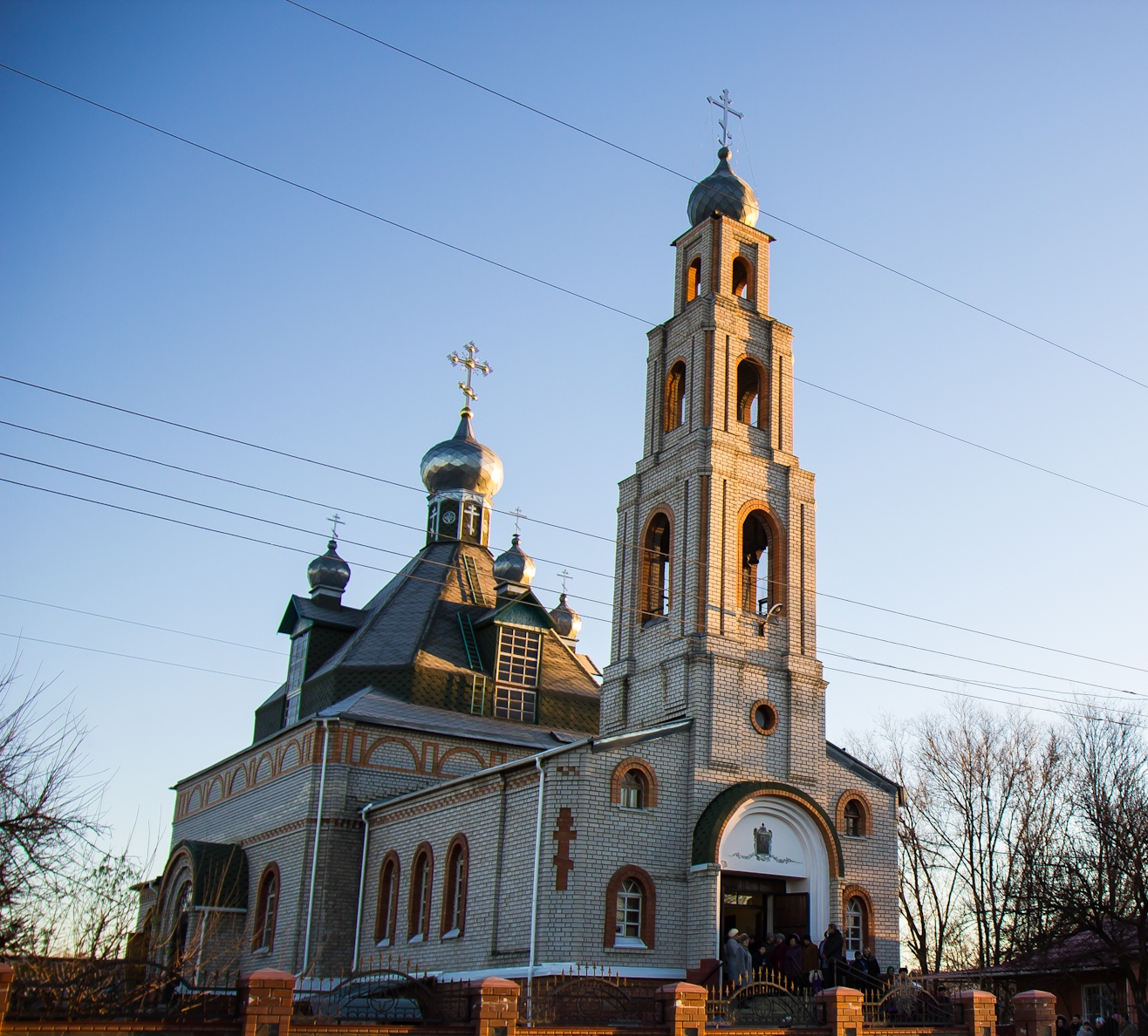
La cattedrale di San Nicola di Kalač-na-Donu.

L'eparchia di Kalač (in russo Калачёвская епархия?) è una diocesi della Chiesa ortodossa russa, appartenente alla metropolia di Volgograd.

## Territorio
L'eparchia comprende la città di Volžskij e 14 rajon dell'oblast' di Volgograd.
Sede eparchiale è la città di Kalač-na-Donu, dove si trova la cattedrale di San Nicola. Gli uffici della curia eparchiale si trovano a Volžskij.
L'eparca ha il titolo ufficiale di «eparca di Kalač e Pallasovka».

## Storia
L'eparchia è stata eretta dal Santo Sinodo della Chiesa ortodossa russa il 15 marzo 2012, ricavandone il territorio dall'eparchia di Volgograd.